# Berkholz-Meyenburg
Berkholz-Meyenburg es un municipio situado en el distrito de Uckermark, en el estado federado de Brandeburgo (Alemania), a una altitud de 25 metros. Su población a finales de 2016 era de 600 habs. y su densidad poblacional, 50 hab/km².
Se encuentra ubicado a la orilla oeste del río Oder que lo separa de Polonia.